# Stefano Borchi
Stefano Borchi, nacido el 9 de marzo de 1987 en Prato, es un ciclista italiano ya retirado que fue profesional de 2010 a 2013.

## Palmarés
2009 (como amateur)
- Milán-Busseto

2013
- 1 etapa de la Vuelta a Venezuela